# Штучні дубові насадження (ділянка 2)

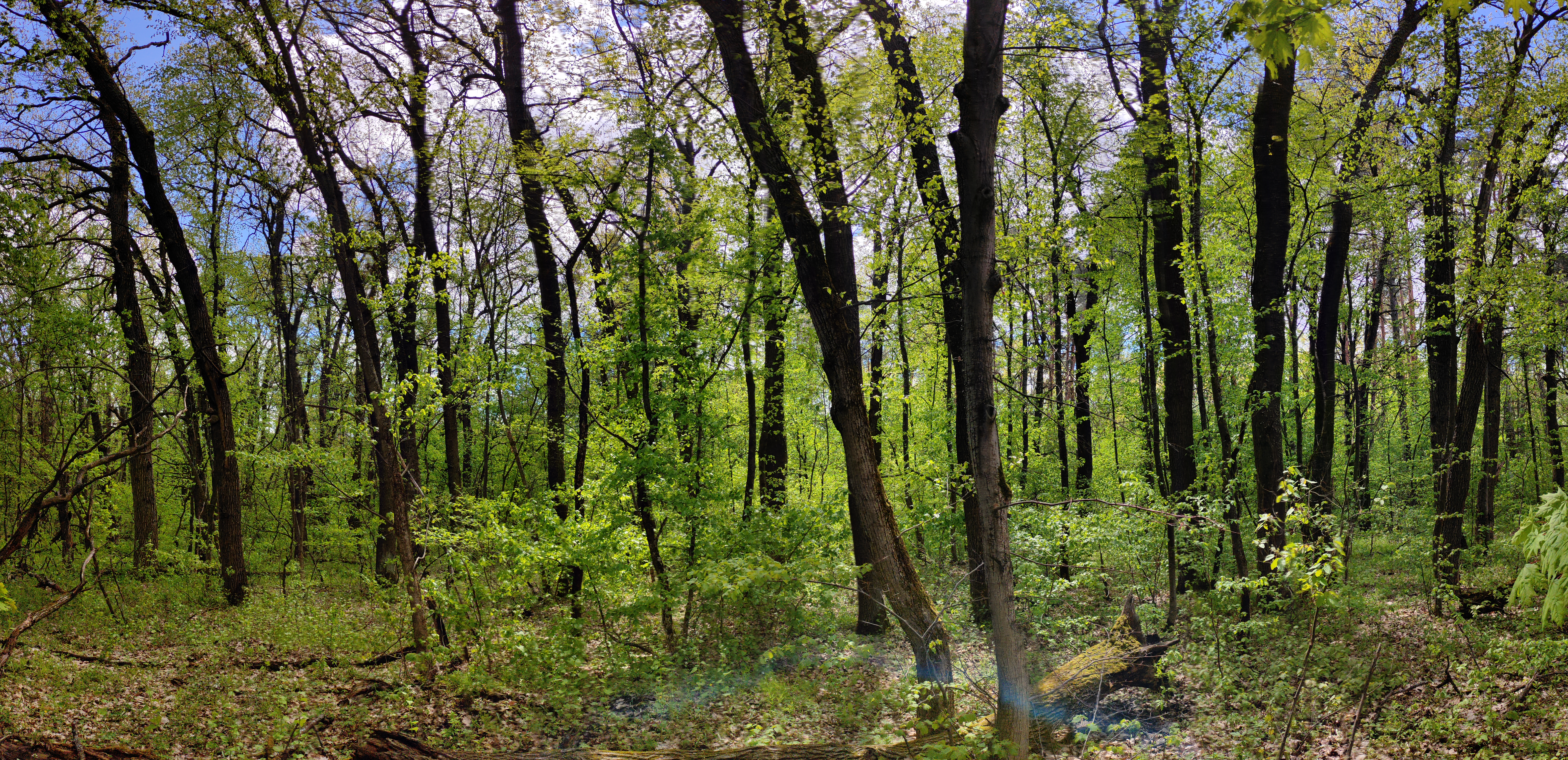

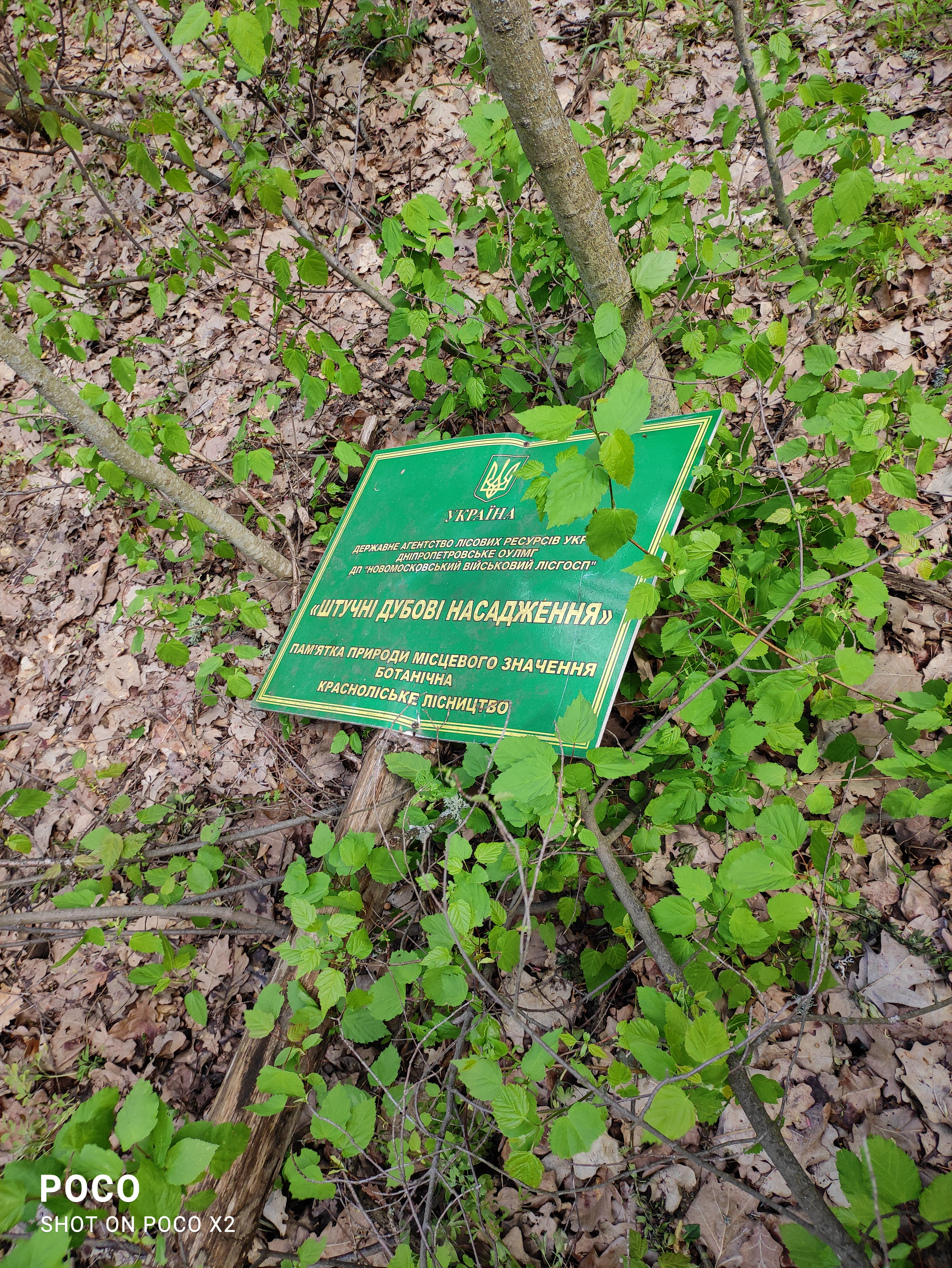

Штучні дубові насадження — ботанічна пам'ятка природи місцевого значення. Пам'ятка природи розташована поблизу с. Василівка, Новомосковського району Дніпропетровської області, Новомосковський військлісгосп кв. 81, діл. 2.
Площа — 2,2 га, створено у 1972 році.